# 스쿨 데이즈 (1988년 영화)
《스쿨 데이즈》(영어: School Daze)는 미국의 1988년 뮤지컬 코미디 드라마 영화이다. 스파이크 리가 각본, 감독, 제작을 맡는 한편 로런스 피시번, 잔카를로 에스포시토, 티샤 캠벨 등과 함께 출연하였다. 리의 두 번째 장편 영화 연출작으로, 미국에서 1988년 2월 12일 컬럼비아 픽처스를 통해 개봉했다.

## 줄거리
영화는 애틀랜타 명문 흑인 대학 미션 칼리지의 홈커밍 주말을 배경으로 한다. 주인공인 정치적 성향이 강한 졸업반 학생 댑 던랩은 아파르트헤이트 저항 운동의 일종으로 대학에 남아프리카 공화국 투자 철회를 요구하는 시위를 주도하고, 동문인 감마 파이 감마 남학생 사교 클럽과 충돌한다. 클럽 회장인 줄리언은 시위에 반대하며 댑과 갈등을 빚고, 댑의 사촌 동생이자 클럽 신입생인 대럴은 클럽에서 여자애를 데려오라는 요구를 받자 댑에게 조언을 구한다.
대학 이사회 의장인 클라우드는 총장에게 댑의 시위가 기부자들을 불안하게 만들 수 있다고 경고한다. 한편 댑은 친구들에게 함께 시위할 것을 요청하지만 친구들은 미래를 위해 거절한다. 밝은 피부와 곧게 핀 머리의 흑인 여학생들이 모인 감마의 여성 조직 감마 레이스는 피부색과 머리카락과 관련한 정치적 문제로 댑의 여자친구 레이철 등 어두운 피부를 지니고 자연 머리를 고수하며 사교 클럽에 속하지 않은 흑인 여학생들과 갈등을 겪는다. 한편 레이철은 댑이 오로지 자신이 어두운 피부를 소유했다는 이유로 자신과 교제하는 것이 아닌가 의심한다. 홈커밍 퍼레이드에서 댑과 클럽 멤버들은 충돌 직전까지 가고, 미션이 축구 경기에서 패배한 후 댑은 퇴학 위기에 처한다. 댑의 친구들은 지역 주민들에게 괴롭힘을 당하고, 댑은 대럴의 클럽 가입 문제로 줄리언과 대립한다. 
주말이 지나면서 클럽 신입생들은 가혹한 입단식을 거쳐 정식 멤버가 된다. 학교 무도회에서 댑의 룸메이트는 여학생을 자신의 방으로 데려가지만, 여학생은 방 안에 이미 댑과 레이철이 함께 있는 것을 보고 돌아간다. 여자친구인 제인에게 짜증을 느끼던 줄리언은 제인에게 클럽 신입생 대럴과 잠자리를 하라는 터무니없는 지시를 내린다. 제인은 줄리언을 위해서라면 무엇이든 하겠다며 대럴과 관계를 갖지만 줄리언은 제인이 클럽과 클럽 회장이라는 줄리언 자신의 지위를 인간 줄리언보다 우선시했다는 이유로 제인과 헤어진다. 대럴은 이 일을 댑에게 자랑하지만 댑은 그런 대럴을 경멸하고 관계를 끊는다.
다음 날 아침 댑은 캠퍼스 중앙에서 종을 울려 학생들을 깨우고, 대럴과 제인을 심하게 취급한 스스로의 행동을 후회하게 된 줄리언은 댑과 마주한다. 댑이 관객을 향해 “제발 깨어나세요”라고 말하며 영화가 끝난다.

## 출연진
- 래리 피시번
- 잔카를로 에스포시토
- 티샤 캠벨
- 카임
- 조 세니카
- 엘런 홀리
- 아트 에번스
- 오시 데이비스
- 빌 넌
- 브랜퍼드 마샐리스
- 커딤 하디슨
- 스파이크 리
- 즈와 리
- 재스민 가이
- 새뮤얼 L. 잭슨
- 로저 갠베어 스미스
- 실크 코자트
- 도미닉 호프먼
- 러스티 컨디프
- 레너드 L. 토머스
- A.J. 존슨
- 캐시 데이비스

## 기타 제작진
- 배역: 로비 리드
- 미술: 윈 토머스
- 의상: 루스 카터

## 주제
이 영화는 흑인계 미국 사회 내에서 벌어지는 피부색 차별, 엘리트주의, 계급 차별, 정치 운동, 신고식, 집단사고, 여성의 자아존중감, 사회 이동, 머릿결에 바탕한 차별 등의 문제들을 다룬다. 특히 흑인 대학이라는 배경을 통해 흑인들이 자신들끼리 어떻게 인식하고 있는지, 어떤 문제에 직면해 있는지 보여 준다. 영화에서는 피부색에 따른 계급 분화가 두드러지게 나타나는데, 밝은 피부색의 부유한 학생들이 주축인 클럽과 어두운 피부색의 하층민 학생들이 주축인 비클럽 학생들 간의 갈등이 주요 내용이다. 또한 댑의 사회 운동은 다른 학생들의 무관심과 물질주의와 대조되며 경제적 불평등을 강조한다.

## 같이 보기
- 역사적 흑인 대학